# Arzgirsky (huyện)
Huyện Arzgirsky (tiếng Nga: ? райо́н) là một huyện hành chính tự quản (raion), của Vùng Stavropol, Nga. Huyện có diện tích 3398 kilômét vuông. Trung tâm của huyện đóng ở Arzgir.